# Фландр
Фландр (бельгийский великан) — порода кроликов мясо-шкуркового направления.

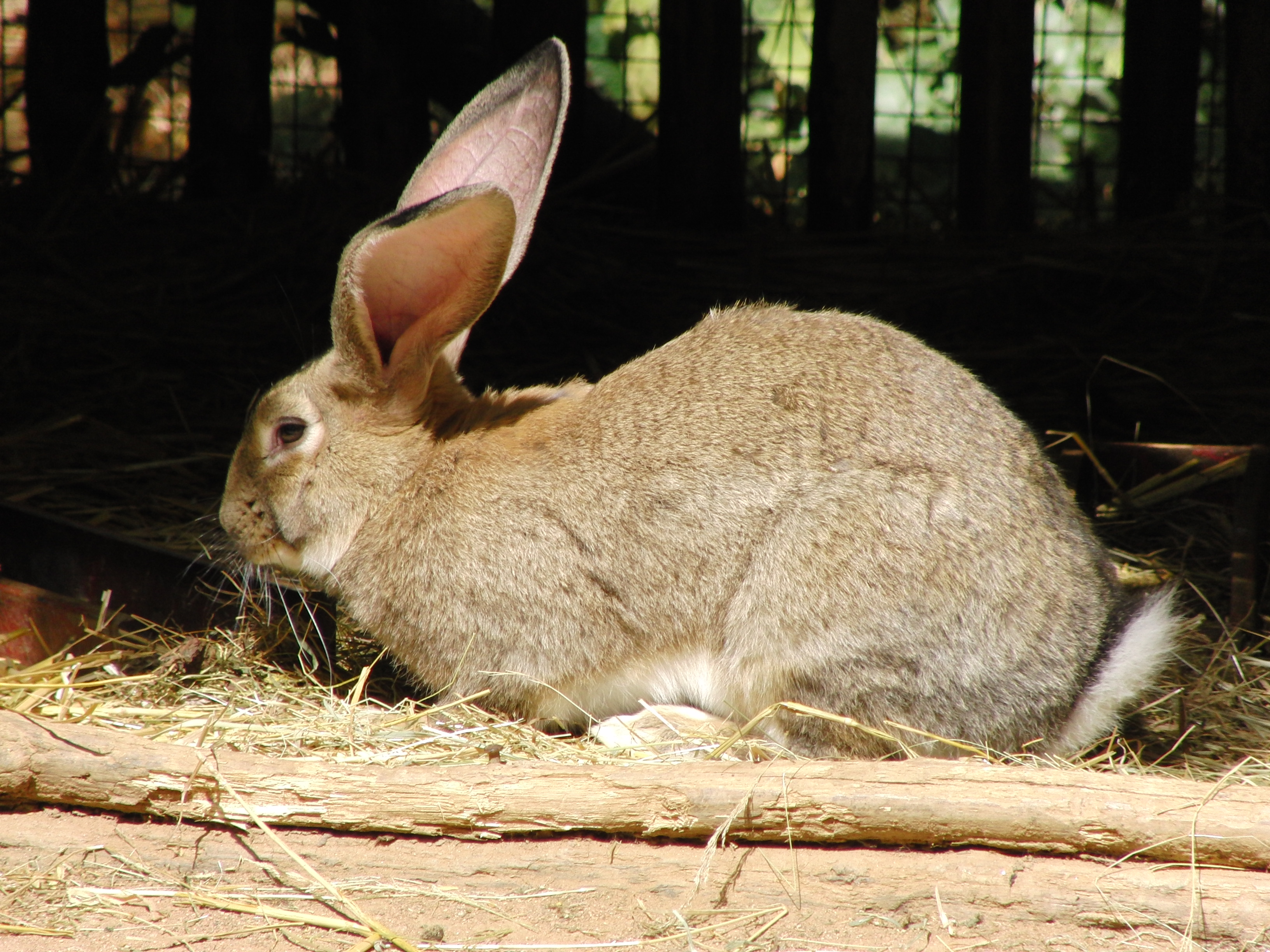

## История
Название происходит от французского Flandre — Фландрия (историческая область). Выведена порода в Бельгии. Это одна из старейших, признанных и распространённых (с учётом близких потомков) пород в мире.
Происхождение точно неизвестно. Есть несколько основных гипотез:
- фландры — потомки патагонских кроликов, завезённых из Аргентины в XVI—XVII веках.
- фландры — потомки больших фламандских кроликов, которые больше не разводились и исчезли
- фландры — смесь больших фламандских и аргентинских патагонских кроликов.

Есть и другие версии. Первоначально фландры были довольно некрасивы, меньше современных представителей породы, с большими ушами, неровного окраса рыже-серого цвета со светлыми отметинами.

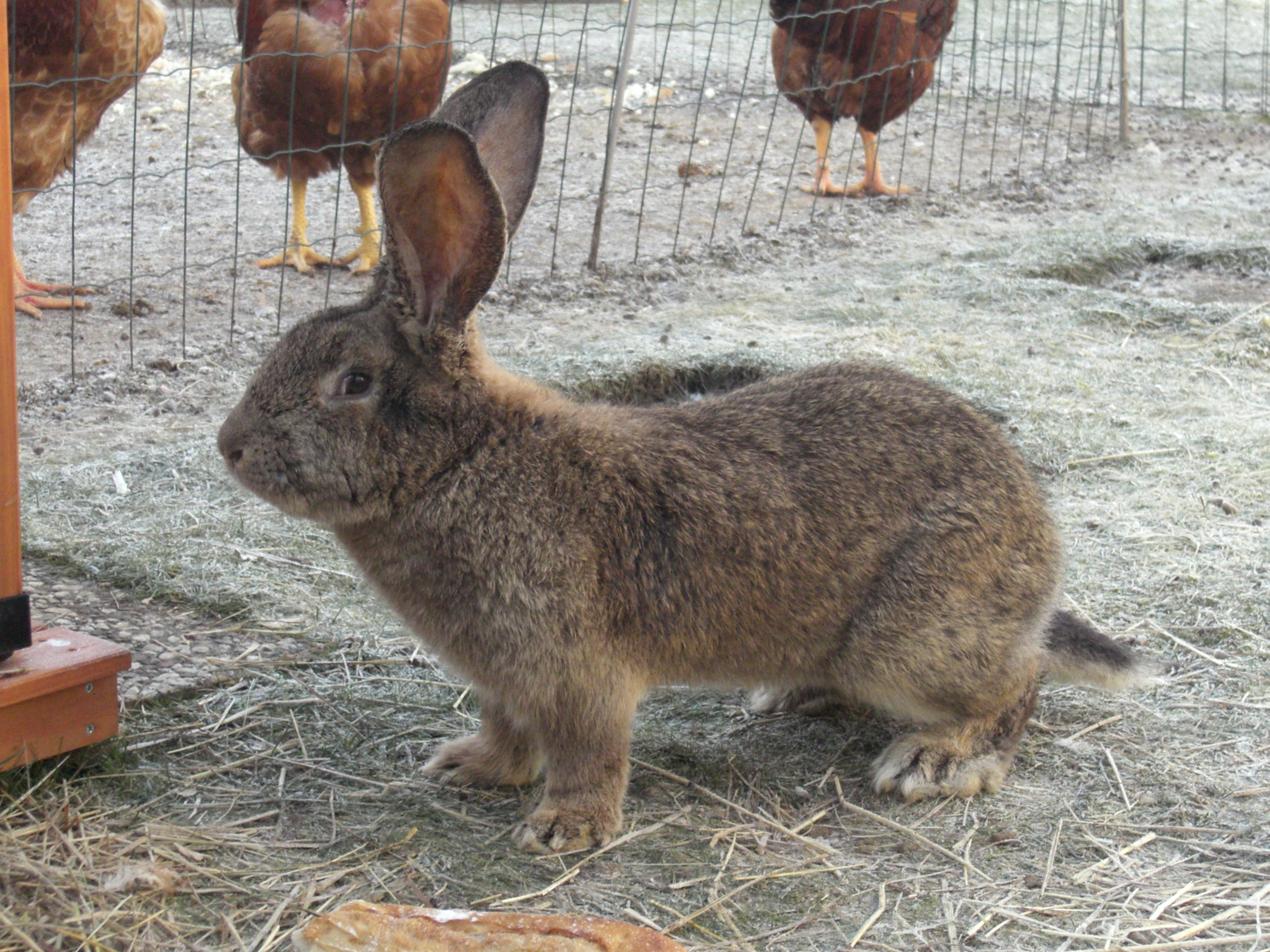

Во многих странах, где развито кролиководство, появились свои ответвления от фландров. Эти породы различаются не слишком сильно, но обладают некоторыми особенностями, позволяющими эффективно использовать их в том или ином регионе. Существуют гигантский фландр, немецкий, серый, белый, английский, испанский и т. п. великаны. Была завезена и в СССР, где не прижилась из-за жёсткого климата, но была успешно использована для улучшения местных пород и выведения породы серый великан.

## Описание
Это самая крупная порода кроликов. Фландры отличаются большой величиной и живой массой: взрослые кролики весят 7 кг, отдельные экземпляры — 10-12 кг, рекордный вес — 13 кг.
Тело длинное (70 см), грудь глубокая и широкая (обхват 37 см); спина прямая, иногда аркообразная; голова большая, уши прямые, длинные и плотные.
Мех высокий, плотный, густой; окраска серо-заячья, жёлто-серая, тёмно-серая, железно-серая. Цвет когтей должен соответствовать цвету шерсти.

## Разведение
Кролики требовательны к кормлению и условиям содержания; из-за их размеров им требуется больше места.
Плодовитость фландров — 6 крольчат за окрол и более, до 12 штук. Молочность самок высокая. Средняя масса крольчат в возрасте 2 месяцев — 2 кг, в возрасте 3-3,5 месяцев — 3-3,5 кг;
Шкурки используют в натуральном виде, а также для имитации более ценных мехов — котика, бобра, кенгуру. Убойный выход мяса к живому весу — около 54 %.
Из-за позднего полового созревания, невысокой плодовитости и невысокого выхода мяса к живому весу, разведение фландров на мясо менее выгодно, чем кроликов мясных пород среднего веса, однако фландры использовались для выведения многих других пород кроликов, а также в декоративных целях.